# Saitis latifrons
Espèce
Saitis latifrons est une espèce d'araignées aranéomorphes de la famille des Salticidae.

## Distribution
Cette espèce est endémique de Libye. Elle se rencontre vers Bardia.

## Description
La carapace de la femelle holotype mesure 1,5 mm de long et l'abdomen 2,5 mm.

## Publication originale
- Caporiacco, 1928 : Aracnidi di Giarabub e di Porto Bardia (Tripolis). Annali del Museo Civico di Storia Naturale di Genova, vol. 53, p. 77-107 (texte intégral).